# La Condená
La Condená és el nom amb el qual es descriu a un ésser maligne femení de la mitologia chilota a Xile.

## Aparença
La Condená es descriu com una dona de mitjana edat de prop de quaranta a cinquanta anys; que durant la seva joventut va ser molt bonica, però per causa de la seva mala vida està condemnada a portar una forma humana que representa una barreja grotesca del que és insinuant i bell, juntament amb el que és grotesc i dolent, que l'ésser humà obté en portar una vida llicenciosa i dissipada.

## Llegenda
Els habitants de Chiloé expliquen a les seves llegendes que La Condená és conseqüència dels plaers desenfrenats i els vicis, que porten amb si la degradació moral encarnats en una dona de vida llicenciosa i dissipada. D'aquesta dona, el nom del qual el poble chilote va oblidar amb el pas del temps, es diu que en la seva joventut producte de la seva bellesa i la comoditat econòmica que la seva família li brindava només es va dedicar a portar una vida desenfrenada i plena de vicis. Producte d'aquestes perversions i excessos de tota mena va atreure l'esperit del mal, que en veure-la va aconseguir despertar aquests vicis com un ésser maligne reflectit i encarnat en el cos d'aquesta dona, transformant-se així en la criatura horripilant que representa aquest tipus de vida. Com que els habitants de les illes coneixien les raons que la van portar a aquest canvi en la seva aparença, i com que ella no va tenir cap penediment dels seus actes, se la va condemnar a vagar per tots els camins, arrossegant amb ella les culpes d'haver tingut una existència llicenciosa i immoral.
Com que el mal atreu més mal, i a més com La Condená desitjava propagar els seus vicis, ella va aconseguir atreure l'atenció del Trauco per tenir relacions amb ell. D'aquesta manera, La Condená va aconseguir que hi germinés la llavor de la perversió dels seus actes, i se la conegui més com la mare de la Fiura, la qual és esposa del seu pare el Trauco.

## La paraula«condená»
La paraula «condená» és un sinònim de la paraula «condemnada» (en castellà, condenada), que és usada per referir-se a persones que s'aparten d'una conducta moral i vida adequada, i que a més no fan cas de la seva consciència o els consells dels amics i familiars que assenyalen el camí a una vida correcta.